# Bandera d'Anguilla
La bandera d'Anguilla consta d'un fons blau marí amb la Union Jack a la part superior esquerra. A la dreta, se situa l'escut d'Anguilla, el disseny del qual es basa en l'utilitzat per l'antiga bandera d'Anguilla, coneguda com Els Tres Dofins, col·locats en un disseny circular entrellaçat sobre un escut de fons blanc amb una franja de color blau a la part inferior.

Bandera dEls Tres Dofins

Durant la revolució de 1967 que va intentar separar a aquest arxipèlag de Saint Christopher i Nevis (fins a aquest moment, formant una federació dins del Regne Unit) es va crear la primera bandera, el 27 de juliol d'aquest any, composta per un fons de color violeta amb la imatge de dues sirenes separades per una petxina dins d'un cercle blau. Aquesta bandera no va ser acceptada i aviat va ser canviada per una molt més simple, el 20 de setembre: tres dofins taronges en un camp blanc (que representa la puresa i la pau) sobre un camp més petit de color turquesa que representa al mar Carib, la fe, la joventut i l'esperança. Els tres dofins representen la perseverança, la unitat i la fortalesa, formant un cercle de continuïtat.
A diferència de Les Sirenes, Els Tres Dofins es van tornar summament populars i es van convertir ràpidament en símbols del poble anguillà. No obstant això, amb la intervenció britànica l'any 1969 i la fi de la independència que tenia l'illa fins a aquest moment, la bandera va perdre la seva oficialitat i va ser reinstaurada la bandera del Regne Unit com a oficial. Mes, l'antiga bandera d'Anguilla va seguir sent usada pel poble, la qual cosa no va ser objectat pel govern colonial. L'any 1990, i després de l'establiment d'Anguilla com a dependència (separada de Saint Christopher i Nevis), va ser dissenyada una nova bandera, incorporant l'antic símbol autonomista com a part de l'escut.
En l'actualitat, la bandera d'Els Tres Dofins segueix sent molt popular i és la més utilitzada pel poble de l'illa d'Anguilla, malgrat no ser oficial.